# Monarque du Calypso
Pour les articles homonymes, voir Calypso (homonymie).
Le concours monarque du Calypso, anciennement roi du Calypso est l'un des deux principaux concours annuels de chant qui se déroule à la Trinité-et-Tobago, à l'occasion des festivités du carnaval.

## Histoire
Alors que le carnaval de Trinité-et-Tobago remonte au XVIe siècle, un concours de chant a lieu pour la première fois en 1911, à l'occasion du jubilé qui propose un prix pour la chanson la plus originale sur un sujet local.
D'autres compétitions ont lieu après la Première Guerre mondiale, le concours du roi du Calypso a lieu pour la première fois en 1939. Le premier gagnant est Growling Tiger (en). Après une pause, lors de la Seconde Guerre mondiale, le concours reprend en 1946 : Attila the Hun est le premier à remporter le titre deux années successives.
Alors que la musique Calypso était alors traditionnellement réservée aux hommes, le concours est remporté en 1978 par Calypso Rose, ce qui incite les organisateurs à baptiser le concours Monarque du Calypso. Jusqu'en 1999 aucune femme n'avait repris la couronne : cette année là elle est remportée par Singing Sandra (en). Black Stalin (en), remporte le titre à cinq reprises entre 1979 et 1995.
Le concours est réservé aux ressortissants trinidadiens.

## Gagnants
| Année | Gagnant                         | Chanson gagnante                                         | Titre # |
| ----- | ------------------------------- | -------------------------------------------------------- | ------- |
| 1939  | Growling Tiger (en)             | Trade Union                                              | 1       |
| 1940  | Roaring Lion (en)               | Rise and Fall of the British Empire                      | 1       |
| 1941  | Mighty Destroyer (en)           | Adolf Hitler                                             | 1       |
| 1946  | Attila the Hun                  | Daily Mail Report                                        | 1       |
| 1947  | Attila the Hun                  | Million Dollar Jail                                      | 2       |
| 1948  | Mighty Spoiler (en)             | Royal Wedding                                            | 1       |
| 1949  | Lord Melody (en)                | Glory Mama Glory                                         | 1       |
| 1950  |                                 | Pas de compétition                                       |         |
| 1951  | Lord Melody (en)                | Jonah and the Bake                                       | 2       |
| 1953  | Mighty Spoiler (en)             | Bed Bug                                                  | 2       |
| 1954  | Lord Melody (en)                | Second Spring                                            | 3       |
| 1955  | Mighty Spoiler (en)             | Pick Sense Out of Nonsense                               | 1       |
| 1956  | Mighty Sparrow (en)             | Yankees Gone                                             | 1       |
| 1957  | Lord Pretender (en)             | Que Sera Sera                                            | 1       |
| 1958  | Striker                         | Don't Blame the PNM, Can't Find a Job to Suit Me         | 1       |
| 1959  | Striker                         | Ban the Hoola Hoop, Comparison                           | 2       |
| 1960  | Mighty Sparrow (en)             | Mae Mae, Ten to One Is Murder                            | 2       |
| 1961  | Lord Dougla (en)                | Lazy Man, Split Me in Two                                | 1       |
| 1962  | Mighty Sparrow (en)             | Model Nation, Sparrow Come Back Home                     | 3       |
| 1963  | Mighty Sparrow (en)             | Dan Is the Man in the Van                                | 4       |
| 1964  | Mighty Bomber                   | Joan and James, "Bomber's Dream                          | 1       |
| 1965  | Sniper                          | Portrait of Trinidad, More Production                    | 1       |
| 1966  | Mighty Terror (en)              | Pan Jamboree, Last Year's Happiness                      | 1       |
| 1967  | Mighty Cypher (en)              | Last Elections, If the Priest Could Play                 | 1       |
| 1968  | Mighty Duke (en)                | What Is Calpyso, Social Bacchanal                        | 1       |
| 1969  | Mighty Duke (en)                | One Foot Visina, Black Is Beautiful                      | 2       |
| 1970  | Mighty Duke                     | Brotherhood of Man, See Through                          | 3       |
| 1971  | Mighty Duke                     | Mathematical Formula, "Melvin & Yvonne                   | 4       |
| 1972  | Mighty Sparrow                  | Drunk and Disorderly                                     | 5       |
| 1973  | Mighty Sparrow                  | School Days, Same Time, Same Place                       | 6       |
| 1974  | Mighty Sparrow                  | We Pass That Stage, Miss Mary                            | 7       |
| 1975  | Lord Kitchener                  | Tribute to Spree Simon, Fever                            | 1       |
| 1976  | Chalkdust (en)                  | Three Blind Mice, Ah Put on Meh Guns Again               | 1       |
| 1977  | Chalkdust                       | Juba Dubai, Shango Vision                                | 2       |
| 1978  | Calypso Rose                    | I Thank Thee, Her Majesty                                | 1       |
| 1979  | Black Stalin (en)               | Caribbean Man (Caribbean Unity), Play One                | 1       |
| 1980  | Lord Relator                    | Food Prices, Take ah Rest Mr Prime Minister              | 1       |
| 1981  | Chalkdust (en)                  | Things That Worry Me, I Can't Make                       | 3       |
| 1983  | Scrunter (de)                   | The Will, Lee Kee Ting                                   | 1       |
| 1984  | Penguin                         | We Living in Jail, Sorf Man                              | 1       |
| 1985  | Black Stalin                    | Ism Schism, Wait Dorothy Wait                            | 2       |
| 1986  | David Rudder (en)               | The Hammer, Baha Girl                                    | 1       |
| 1987  | Black Stalin                    | Mr Pan Maker, "Burn Them                                 | 3       |
| 1988  | Cro-Cro                         | Three Bo-rats,Corruption in Common Entrance              | 1       |
| 1989  | Chalkdust                       | Chauffeur Wanted, Carnival Is the Answer                 | 4       |
| 1990  | Cro-Cro                         | Political Dictionary, Party                              | 2       |
| 1991  | Black Stalin                    | Black Man Feeling to Party, Look on the Bright Side      | 4       |
| 1992  | Mighty Sparrow                  | Both of Them, Survival                                   | 8       |
| 1993  | Chalkdust                       | Misconception, Kaiso in the Hospital                     | 5       |
| 1994= | De Lamo (en)                    | 31 Years Old, Trinity Is My Name                         | 1       |
| 1994= | Luta                            | Good Driving, Licensed Firearm                           | 1       |
| 1995  | Black Stalin                    | In Time, Tribute to Sundar Popo                          | 5       |
| 1996  | Cro-Cro                         | All Yuh Look for Dat, Deh Cyah Stop Social Commentary    | 3       |
| 1997  | Gypsy (en)                      | Rhythm of a People, Little Black Boy                     | 1       |
| 1998  | Mystic Prowler (en)             | Vision of T&T in the Year 2010, Look Beneath the Surface | 1       |
| 1999  | Singing Sandra (en)             | Voices from the Ghetto, Song for Healing                 | 1       |
| 2000  | Shadow (en)                     | What's Wrong with Me, Scratch meh Back                   | 1       |
| 2001  | Denyse Plummer (en)             | Heroes, Nah Leaving                                      | 1       |
| 2002  | Sugar Aloes (en)                | Contribution, ubilation                                  | 1       |
| 2003  | Singing Sandra (en)             | For Whom the Bell Tolls, Ancient Rhythm                  | 2       |
| 2004  | Chalkdust                       | Trinidad in the Cemetery, Fish Mongrel                   | 6       |
| 2005  | Chalkdust                       | "A When I Vexed, I doh Rhyme, In Town Too Long           | 7       |
| 2006  | Luta                            | Check The Foundation Kaiso Kaiso                         | 2       |
| 2007  | Cro-Cro                         | Nobody Ain't Go Know                                     | 4       |
| 2008  | Sugar Aloes (en)                | Reflections                                              | 2       |
| 2009  | Chalkdust                       | My Heart and I                                           | 8       |
| 2010  | Kurt Allen (en)                 | Too Bright                                               | 1       |
| 2011  | Karene Asche (en)               | Careful What You Ask For, Uncle Jack                     | 1       |
| 2012  | Duane O'Connor (en)             | The Hunt Is On, Long Live Calypso                        | 1       |
| 2013  | Eric "Pink Panther" Taylor (en) | Travel Woe, Crying in the Chapel                         | 1       |
| 2014  | Roderick "Chucky" Gordon (en)   | Wey You Think, Wedding of de Century                     | 1       |
| 2015  | Roderick "Chucky" Gordon        | The Rose, I Believe                                      | 2       |

## Gagnants multiples
Seuls quelques Calypsoniens ont eu l'honneur d'être couronnés à plusieurs reprises :
| Vainqueur                | Année                                        | Nombre de titres |
| ------------------------ | -------------------------------------------- | ---------------- |
| Attila the Hun           | 1946-1947                                    | 2                |
| Mighty Spoiler           | 1948, 1953, 1955                             | 3                |
| Lord Melody              | 1949, 1950, 1954                             | 3                |
| Mighty Sparrow           | 1956, 1960, 1962-1963, 1972-1974, 1992       | 8                |
| Striker                  | 1958-1959                                    | 2                |
| Mighty Duke              | 1968-1971                                    | 4                |
| Chalkdust                | 1976-1977, 1981, 1989, 1993, 2004-2005, 2009 | 8                |
| Black Stalin             | 1979, 1985, 1987, 1991, 1995                 | 5                |
| Cro-Cro                  | 1988, 1990, 1996, 2007                       | 4                |
| Luta                     | 1994 (Tie), 2006                             | 2                |
| Singing Sandra           | 1999, 2003                                   | 2                |
| Sugar Aloes              | 2002, 2008                                   | 2                |
| Roderick "Chucky" Gordon | 2014-2015                                    | 2                |